# Florian Gerteis
Florian Gerteis (* 1996 in Albstadt-Ebingen) ist ein deutscher Schauspieler.

## Leben
Florian Gerteis wuchs in Stuttgart auf, wo er an einem deutsch-französischen Gymnasium sein Abitur machte. Von 2016 bis 2020 absolvierte er sein Schauspielstudium an der Akademie für Darstellende Kunst Baden-Württemberg in Ludwigsburg. Während des Studiums trat er in Inszenierungen von Christiane Pohle, Christina Rast und Pedro Martins Beja auf. Mit der Inszenierung Alice_(S) von Pedro Martins Beja nahm er 2019, gemeinsam mit seinem Jahrgang, am Theatertreffen deutschsprachiger Schauspielstudierender teil.
2020 gastierte er am Theater Heilbronn, wo er in der Bühnenfassung des Romans Mit der Faust in die Welt schlagen (Regie: Axel Vornam) als Axel zu sehen war. Seit der Spielzeit 2020/21 ist er festes Ensemblemitglied am Staatstheater Augsburg.
Gerteis steht auch für Film- und TV-Produktionen vor der Kamera und ist als Drehbuchautor tätig. In der 17. Staffel der ZDF-Serie SOKO Wismar (2020) übernahm Gerteis eine dramatische Episodenhauptrolle als tatverdächtiger unehelicher Sohn eines getöteten Logistikunternehmers. In der 6. Staffel der ARD-Vorabendserie WaPo Bodensee (2021) war er in einer Episodenhauptrolle als vorbestrafter Tischler Clemens Schnitte zu sehen.
Florian Gerteis lebt in Stuttgart und Augsburg.

## Filmografie (Auswahl)
- 2016: Sommerbrand (Kurzfilm)
- 2018: Pooky (Kurzfilm)
- 2020: SOKO Wismar: Lügen können tödlich sein (Fernsehserie)
- 2021: WaPo Bodensee: Family Business (Fernsehserie)
- 2024: Watzmann ermittelt: Sommerschnee (Fernsehserie)